# 에스타디오 무니시팔 데 안두바
에스타디오 무니시팔 데 안두바(스페인어: Estadio Municipal de Anduva)는 스페인 미란다데에브로에 위치한 경기장이다. 수용인원 6,000 여명이며, 1950년에 개장하였다. 세군다 디비시온에 있는 CD 미란데스의 홈구장이기도 하다.
다양한 스포츠 경기가 열리고 있으며, 특히 2006년에는 스페인 U-21 팀과 폴란드 U-21간의 경기가 열리기도 하였다.